# 波尔图拉
波尔图拉（義大利語：Portula），是意大利比耶拉省的一个市镇。总面积11平方公里，人口1432人，人口密度130.2人/平方公里（2009年）。ISTAT代码为096048。